# Monogrammist

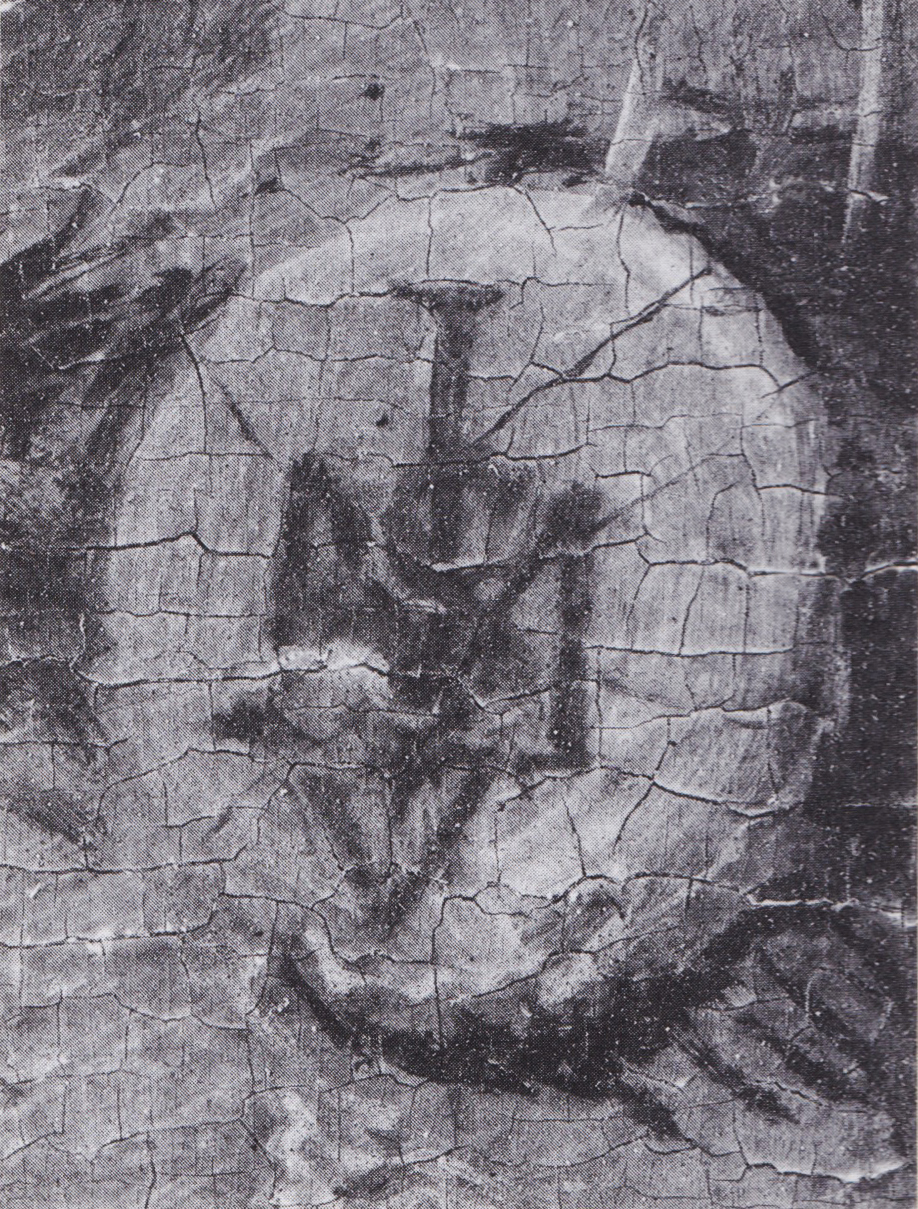
Monogramm des Braunschweiger Monogrammisten

Monogrammisten sind bildende Künstler, die sich nicht namentlich identifizieren lassen. Sie werden hilfsweise mit einem Notnamen bezeichnet, der in der Regel das Monogramm des Betreffenden enthält.
Beispiele von Monogrammisten:
- Meister A, siehe Meister der Kasseler Musikanten, Utrechter Maler der ersten Hälfte des 17. Jahrhunderts
- Monogrammist AA, Maler der Donauschule, siehe Meister A. A.
- Monogrammist AD (um 1500–nach 1540), deutscher Bildschnitzer
- Monogrammist AT (um 1515), Österreich
- Monogrammist BB, Zeichner und Kupferstecher, tätig von 1500 bis 1515 in Augsburg, siehe Meister der Augsburger Malerbildnisse
- Monogrammist BXG, aus der Region des Mittelrheins stammender Nachahmer des dortigen Hausbuchmeisters[1]
- Braunschweiger Monogrammist, niederländischer Renaissance-Maler
- Meister E. S.
- Monogrammist FB, Monogrammist in der Tradition von Hieronymus Bosch[2]
- Monogrammist GZ (um 1500–ca. 1535), deutscher oder Schweizer Künstler
- Meister H in A von 1546
- Meister HL (vielleicht Hans Loy aus Freiburg)
- Monogrammist IP (um 1490–nach 1530), deutscher Bildschnitzer
- Meister LCz
- Monogrammist MS, Bibelillustrator, tätig in der Werkstatt Lucas Cranachs d. Ä., Schöpfer von 127 Holzschnitten (von insgesamt 128) für die von Hans Lufft 1534 in Wittenberg gedruckte „Vollbibel“ Martin Luthers (eine zweite identische Auflage erfolgte bereits 1535)
- Meister WB